# All Hope Is Gone
All Hope Is Gone (с англ. — «Вся надежда ушла») — четвёртый студийный альбом американской метал-группы Slipknot, вышедший 20 августа 2008 года. Это последний альбом, записанный с участием басиста Пола Грея, умершего 24 мая 2010 года и ныне покойного барабанщика Джои Джордисона, который покинул коллектив в 2013 году из-за проблем со здоровьем. Альбом дебютировал на первом месте в американском чарте Billboard 200, в ноябре 2008 года стал золотым, а 10 августа 2010 года — платиновым. Фильм о турне в поддержку All Hope Is Gone присутствует на четвёртом DVD группы (Sic)nesses.

## История создания
Подготовка к All Hope Is Gone началась в 2007 году. Со слов Джои Джордисона: «Я сказал им продемонстрировать всё что они могут, поэтому у нас получилось много материала, из которого можно было выбрать сносное». В феврале 2008 года Slipknot отправились в Sound Farm Studio на Ямайке, Айова с продюсером Дейвом Фортманом. All Hope Is Gone стал первым альбомом полностью созданным в их родном штате. Басист Пол Грей объяснил, что группа решила записываться в Айове, потому что они слишком много отвлекались в Лос-Анджелесе, когда занимались производством предыдущих альбомов. Группа также заявила, что нахождение близко к дому хорошо отражается на их мышлении; вокалист Кори Тейлор ездил домой каждый вечер, чтобы повидаться с сыном. В отличие от предыдущих релизов, процесс записи альбома вовлекал всех девятерых участников группы, и они записали свыше 30 песен. Джордисон комментировал: «Признаюсь, что группа на пике; каждый полностью вовлечён в процесс написания, и это прекрасно». Тейлор чувствовал, что в процессе записи были кое-какие проблемы, но также отметил, что при написании каждого альбома Slipknot приходится конфликтовать, и группа приняла это после того, как осознала, что конфликты помогают раскрыть творческий потенциал. Кори с Джимом Рутом разделились на пары с Сидом Уилсоном, играя на клавишных, и Шоном Крейеном, чтобы поработать над «косвенными художественными деталями». Тейлор также поэкспериментировал с записью в старом колодце, утверждая, что «там была эта естественная реверберация, которая была должной интенсивности». Согласовавшись с Крейеном, ни один из экспериментальных треков не вошёл в альбом. Тем не менее, один из них «’Til We Die», появился в качестве бонус-трека в специальном издании альбома. Трек «Sulfur» был первым объединением усилий Джордисона и Рута, которые написали песню за один вечер.
Чувствуя неудовлетворённость в процессе записи, Джим Рут сказал: «Было ощущение, что мы немного торопились. И было ощущение, что мы делаем вещи просто чтобы уложиться в график, что я и вправду не люблю». В особенности он разочаровался в продюсере и сказал: «Дейв Фортман по настоящему помог мне оценить Рика Рубина как продюсера. Фортман был неспособен сплотить 9 человек вместе, а для меня это самая главная вещь при записи Slipknot». Джордисон же, наоборот, имел другое мнение: «В конечном счёте эта запись получилась такой, как я бы хотел чтобы звучал Slipknot». Он сделал комплимент Фортману, что у него хороший слух, и считает, что All Hope Is Gone — лучший альбом группы. Микшированием занимался Колин Ричардсон в Великобритании.
Параллельно с записью All Hope Is Gone некоторые участники группы также работали над экспериментальным альбомом Look Outside Your Window. Он должен был стать ещё более экспериментальным, чем все прошлые работы Slipknot. Изначально выход альбома был запланирован на 2019 год, однако, по неизвестным причинам постоянно переносился. На данный момент релиз ожидается в 2025 году.

## Стиль и тематика
All Hope Is Gone стал более брутальным и техничным в плане звучания, однако также представлял собой эксперимент. В интервью Billboard Кори Тейлор сказал: «Он [альбом] сдерёт вам кожу с лица, мир ещё, наверное, не готов к этому альбому», а журнал Yell! писал: «All Hope Is Gone „расширяет“ трэш-метал гитару и вокальные мелодии Slipknot».
Изначально Тейлор хотел использовать 15 вокальных техник в этом альбоме, некоторые из них можно услышать в песнях «Dead Memories», «Gehenna», «Butcher’s Hook», «Snuff».Такие песни, как «Gematria (The Killing Name)», «This Cold Black», «All Hope Is Gone» и «Wherein Lies Continue» испытывают на себе влияние трэш-метала и дэт-метала.

## Отзывы

### Коммерческий успех
После релиза All Hope Is Gone занял первую строчку в рейтинге Billboard 200, в общей сложности продержавшись в рейтинге 70 недель. На текущий момент рейтинг продаж составил больше 1 106 000 копий. Песня «Psychosocial» была номинирована на премию «Грэмми» в номинации «Лучшее метал-исполнение».

## Список композиций
Слова и музыка всех песен — Кори Тейлор, Мик Томсон, Шон Крейен, Крэйг Джонс, Джеймс Рут, Крис Фен, Пол Грей, Джои Джордисон и  Сид Уилсон, кроме указанных..
| №                   | Название                      | Автор(ы)                         | Длительность |
| ------------------- | ----------------------------- | -------------------------------- | ------------ |
| 1.                  | «.execute.»                   | Тейлор Крейен                    | 1:49         |
| 2.                  | «Gematria (The Killing Name)» |                                  | 6:02         |
| 3.                  | «Sulfur»                      | Джордисон Рут                    | 4:38         |
| 4.                  | «Psychosocial»                | Джордисон Грей Тейлор            | 4:44         |
| 5.                  | «Dead Memories»               | Тейлор                           | 4:30         |
| 6.                  | «Vendetta»                    |                                  | 5:17         |
| 7.                  | «Butcher's Hook»              |                                  | 4:16         |
| 8.                  | «Gehenna»                     | Грей                             | 6:53         |
| 9.                  | «This Cold Black»             |                                  | 4:42         |
| 10.                 | «Wherein Lies Continue»       |                                  | 5:38         |
| 11.                 | «Snuff»                       | Тейлор                           | 4:36         |
| 12.                 | «All Hope Is Gone»            | Грей Томсон Тейлор Рут Джордисон | 4:47         |
| Общая длительность: | Общая длительность:           | Общая длительность:              | 57:57        |

| №                   | Название                           | Автор(ы)                    | Длительность |
| ------------------- | ---------------------------------- | --------------------------- | ------------ |
| 13.                 | «Child of Burning Time»            |                             | 5:10         |
| 14.                 | «Vermilion Pt. 2» (Bloodstone mix) |                             | 3:39         |
| 15.                 | «'Til We Die»                      | Рут, Тейлор, Крейен, Уилсон | 5:45         |
| Общая длительность: | Общая длительность:                | Общая длительность:         | 72:30        |

| №                   | Название              | Длительность |
| ------------------- | --------------------- | ------------ |
| 16.                 | «Psychosocial» (Live) | 4:36         |
| Общая длительность: | Общая длительность:   | 77:06        |

| №                   | Название                                                      | Длительность |
| ------------------- | ------------------------------------------------------------- | ------------ |
| 1.                  | «Nine: The Making Of All Hope Is Gone» (документальный фильм) | 34:13        |
| Общая длительность: | Общая длительность:                                           | 34:13        |

| №                   | Название             | Длительность |
| ------------------- | -------------------- | ------------ |
| 1.                  | «(sic)»              | 3:55         |
| 2.                  | «Eyeless»            | 4:15         |
| 3.                  | «Wait and Bleed»     | 2:44         |
| 4.                  | «Get This»           | 4:28         |
| 5.                  | «Before I Forget»    | 4:22         |
| 6.                  | «The Blister Exists» | 6:37         |
| 7.                  | «Dead Memories»      | 4:03         |
| 8.                  | «Left Behind»        | 3:27         |
| 9.                  | «Disasterpiece»      | 5:09         |
| 10.                 | «Purity»             | 6:25         |
| 11.                 | «Everything Ends»    | 4:21         |
| 12.                 | «Psychosocial»       | 5:41         |
| 13.                 | «Duality»            | 5:25         |
| 14.                 | «People = Shit»      | 4:09         |
| 15.                 | «Surfacing»          | 4:48         |
| 16.                 | «Spit It Out»        | 7:34         |
| Общая длительность: | Общая длительность:  | 77:23        |

## Чарты и сертификации
| Чарт (2008)              | Высшая позиция |
| ------------------------ | -------------- |
| Australian Albums Chart  | 1              |
| Austria Albums Chart     | 1              |
| Belgian Albums Chart     | 2              |
| Canadian Albums Chart    | 1              |
| Dutch Albums Chart       | 6              |
| European Top 100 Albums  | 1              |
| Finnish Albums Chart     | 1              |
| French Albums Chart      | 2              |
| German Albums Chart      | 2              |
| Irish Albums Chart       | 3              |
| Japan Albums Chart       | 2              |
| Mexican Albums Chart     | 8              |
| Netherlands Albums Chart | 6              |
| Norwegian Albums Chart   | 2              |
| New Zealand Albums Chart | 1              |
| Portuguese Albums Chart  | 7              |
| Spanish Albums Chart     | 8              |
| Swedish Albums Chart     | 1              |
| Swiss Albums Chart       | 1              |
| UK Albums Chart          | 2              |
| US Billboard 200         | 1              |

| Чарт(2008)           | Сертификация            |
| -------------------- | ----------------------- |
| Australia (ARIA)     | Золотой (35 000+)       |
| Canada (CRIA)        | Платиновый (80 000+)    |
| Germany (BVMI)       | Золотой (100 000+)      |
| Japan (RIAJ)         | Золотой (100 000+)      |
| New Zealand (RIANZ)  | Золотой (7500+)         |
| United Kingdom (BPI) | Золотой (100 000+)      |
| United States (RIAA) | Платиновый (1 000 000+) |